# Lilla Värtan
Lilla Värtan est un détroit situé dans l'archipel de Stockholm en  Suède.

## Situation
Le détroit sépare la partie continentale de Stockholm et l'île de Lidingö.
Le détroit s'étend de Blockhusudden au sud jusqu'à Stora Värtan au nord, et il rejoint à mi-chemin le Stocksundet.
Les ponts Lilla Lidingöbron et le Gamla Lidingöbron enjambent le détroit.
Lilla Värtan est délimité au nord-ouest par Stocksund et Djursholm, au sud par Norra Djurgården avec Värtahamnen, Hundudden, Södra Djurgården et Nacka, et au nord par Lidingö.
Au nord, le détroit est relié à Stora Värtan, au nord-ouest à Edsviken via Stocksundet et à l'ouest à Saltsjön via Halvkakssundet. Au cœur d'Isbladsviken, le canal de Djurgårdsbrunn s'écoule dans Lilla Värtan.
Alors que la plupart des côtes entourant le détroit sont occupées par des industries, des terminaux de traversiers et des réservoirs de pétrole de la zone portuaire de Värtahamnen, des plages naturelles se trouvent à l'extrémité sud et nord du détroit et le détroit fait partie du parc national urbain royal,.

## Galerie

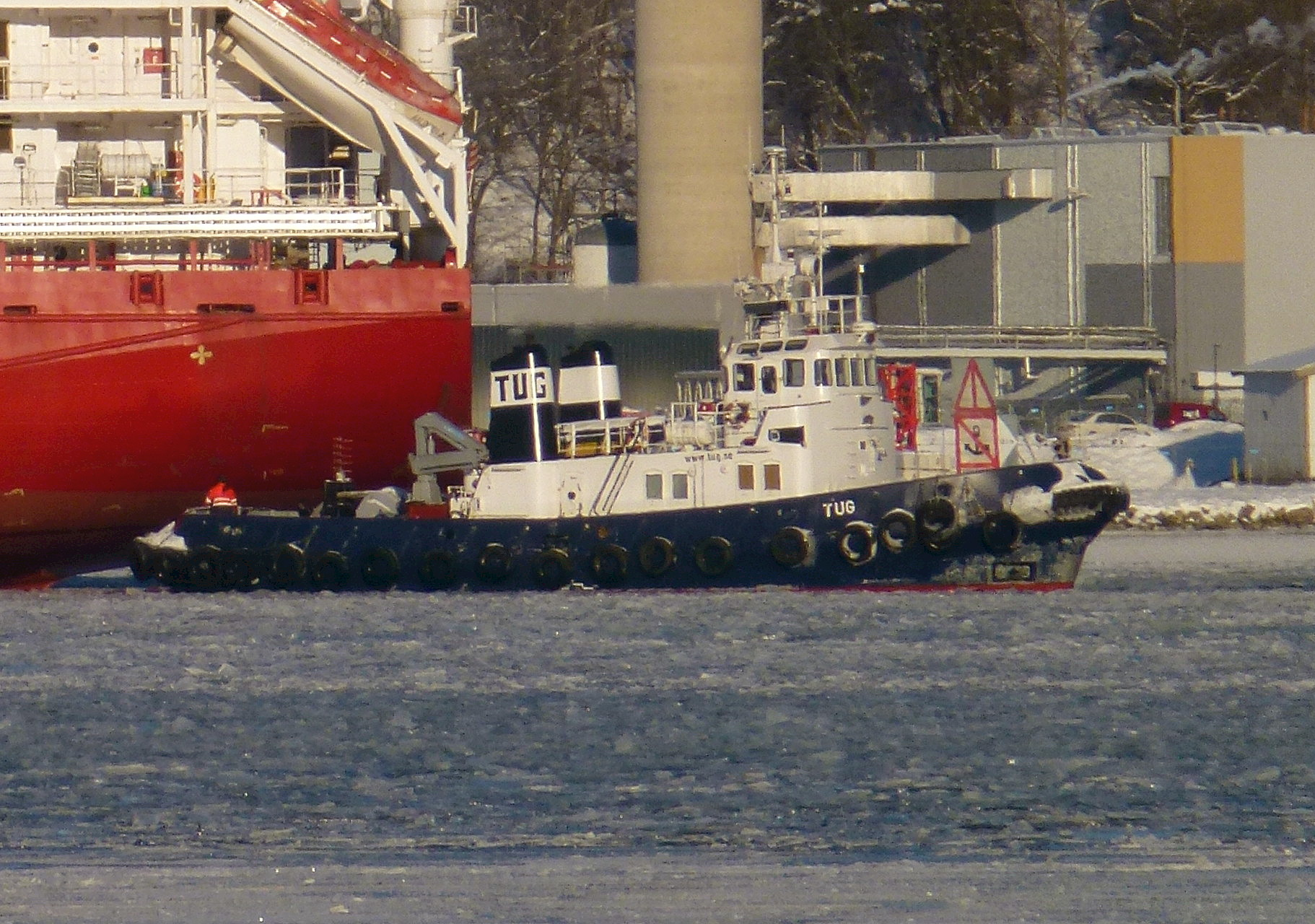
Remorqueur dans Lilla Värtan.
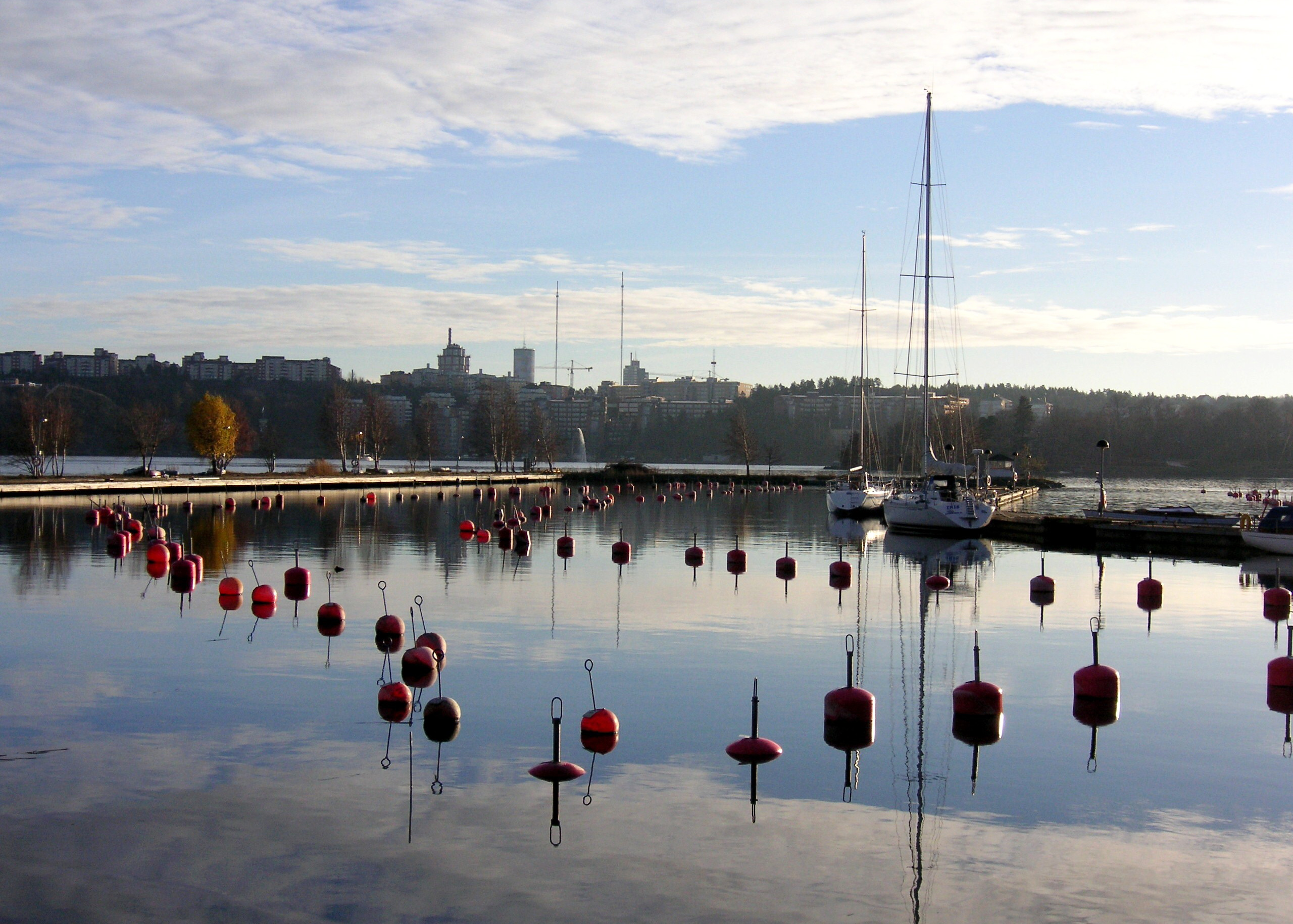
Lilla Värtan à Hundudden
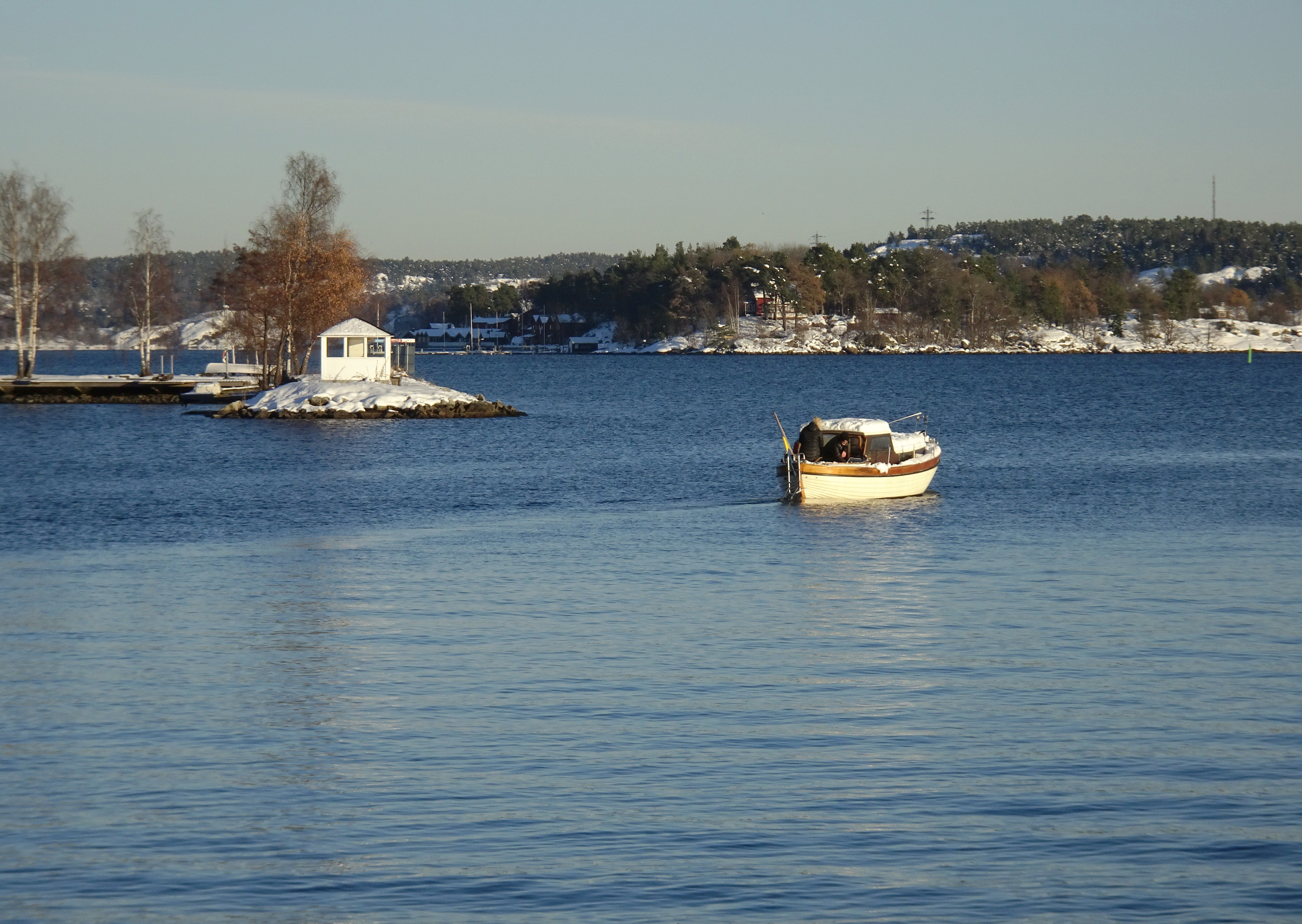
Lilla Värtan à Parkudden.

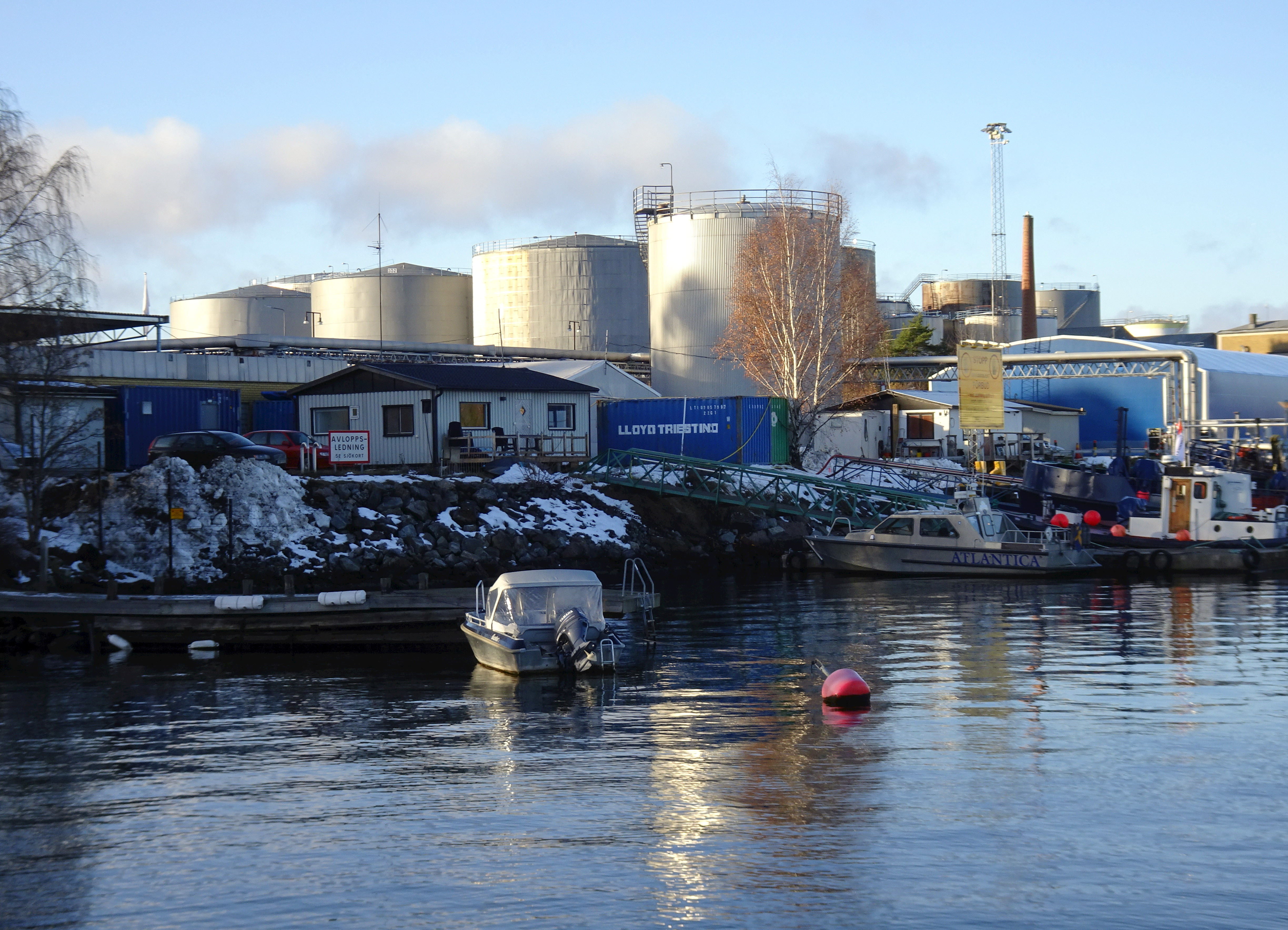
Lilla Värtan à Loudden
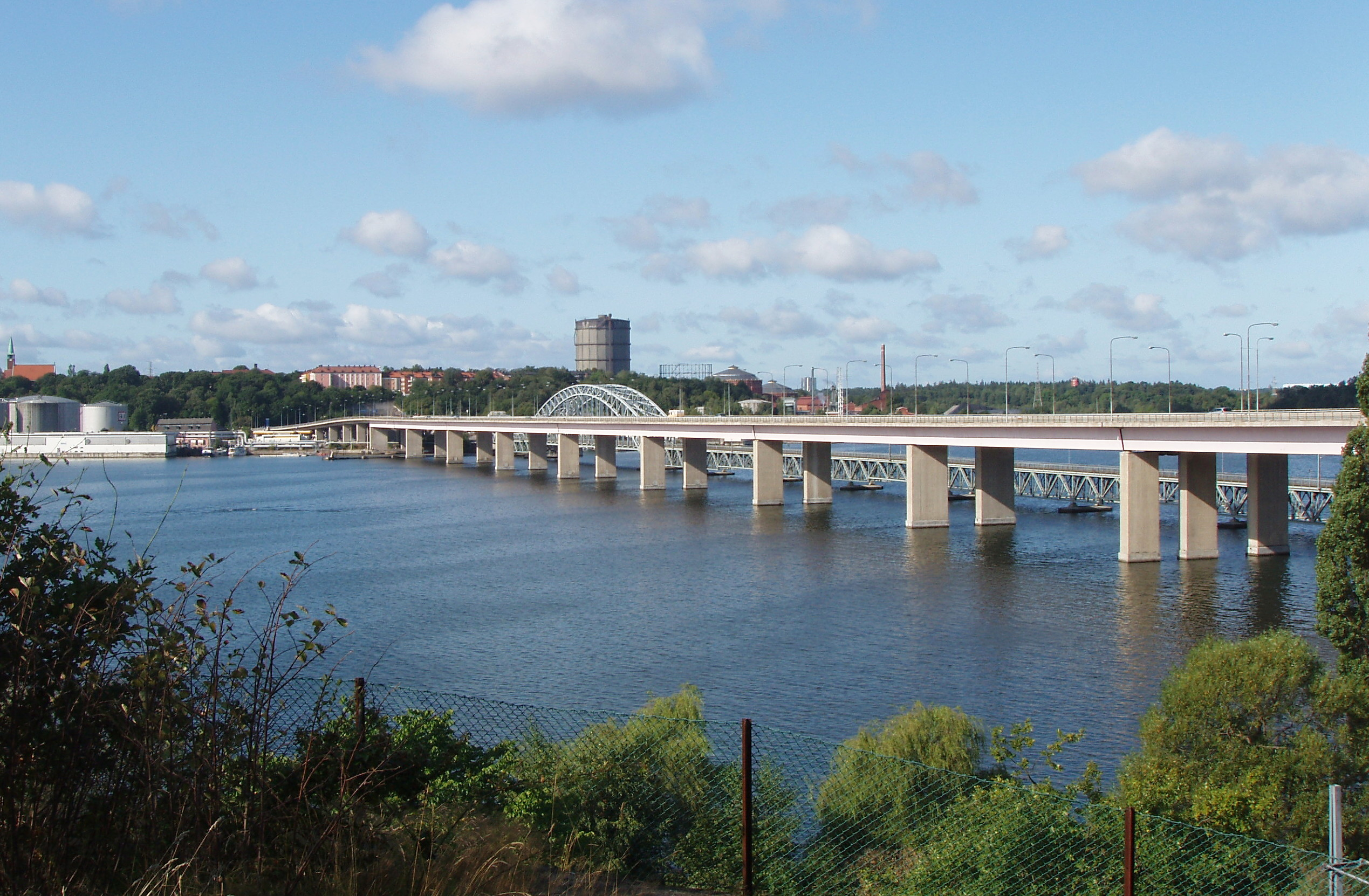
Lilla Värtan et les ponts de Lidingö.
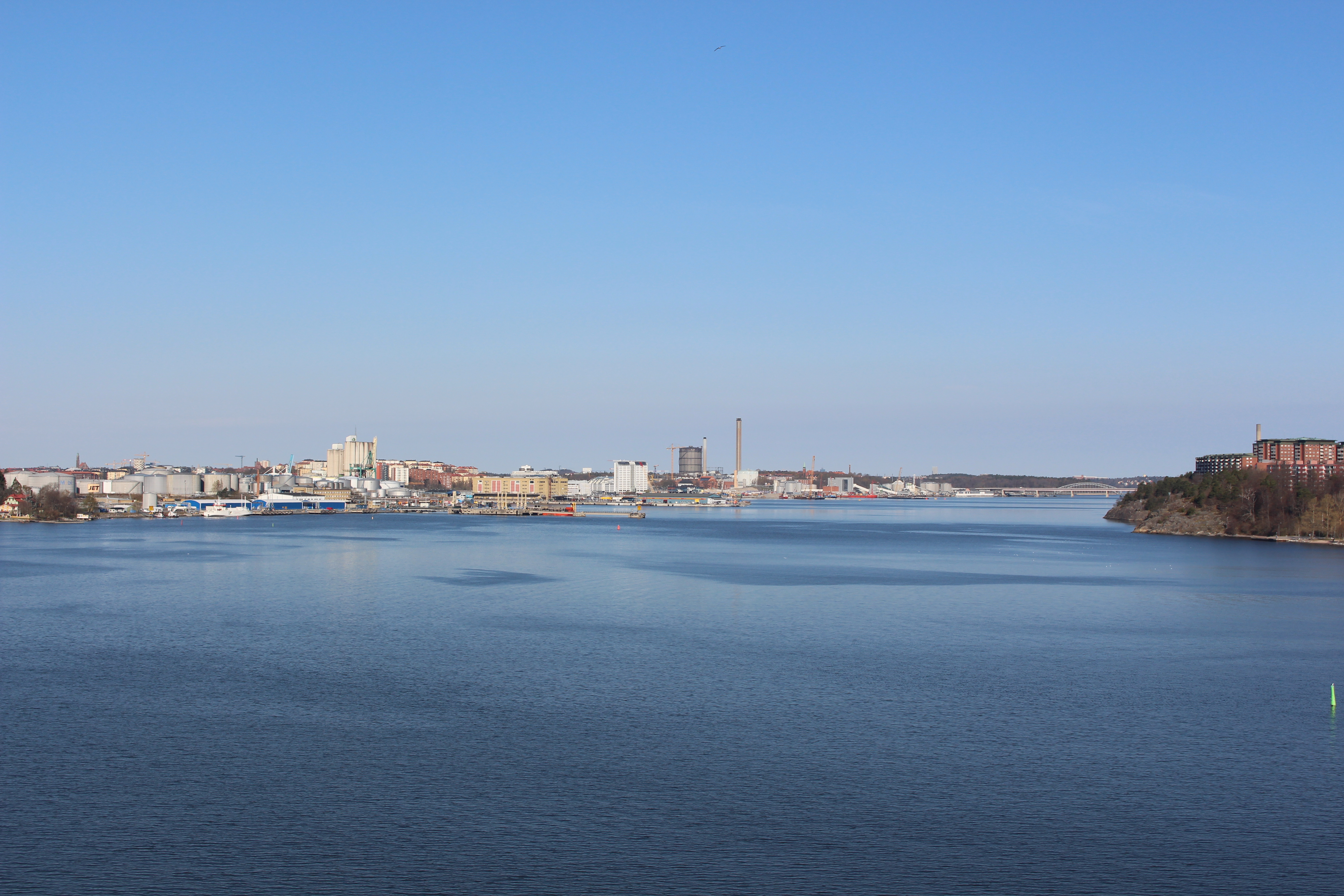
Lilla Värtan.